# Vorrei aprire il cielo sabato sera a spina di rosa
Vorrei aprire il cielo sabato sera a spina di rosa è un album di Umberto Balsamo, pubblicato nel 2003, ma in seguito ritirato dal commercio per decisione dello stesso cantautore.

## Tracce
1. Vorrei aprire il cielo
2. Sabato sera
3. Spina di rosa
4. Nessun'altra
5. Ritornelli
6. Pensieri di una sera
7. Madonna luna
8. Ti penserò
9. Una palla di pezza
10. Chi m'innamorerà
11. E tu... l'ammuri

## Formazione
- Umberto Balsamo - voce
- Aldo Banfi - programmazione
- Gianni Salvatori - chitarra
- Eric Buffat - programmazione
- Gigi Cappellotto - basso
- Claudio Bazzari - chitarra
- Riccardo Galardini - chitarra
- Luca Avanzi - flauto
- Filippo Martelli - archi